# Acetobacter
Acetobacter – rodzaj bezwzględnie tlenowych bakterii kwasu octowego przeprowadzających fermentację octową.
Są to gramujemne pałeczki o wymiarach 0,6–0,8 × 1,0–4,0 µm. Występują pojedynczo, w parach lub w formie łańcuszków. Mogą być petytrychalnie urzęsione (okołorzęse) lub nieruchliwe. Optymalna temperatura wzrostu to 25–30 °C, a optymalne wartości pH mieszczą się w granicach 4,0–6,0, choć szczepy używane w przemysłowej produkcji kwasu octowego rosną dobrze również w przedziale 2,0–2,3. Nie tworzą przetrwalników. Większość posiada 1–8 plazmidów od 1,5 do 95 kb.
Bakterie Acetobacter potrafią katabolizować cukry w szlaku pentozowym, ale także w glikolizie i szlaku Entnera-Doudoroffa (w tym ostatnim szlaku tylko szczepy produkujące celulozę). Wykazują zdolność nadoksydacji polegającą na utlenianiu wytworzonego kwasu octowego do CO
2 i H
2O w cyklu Krebsa w warunkach niedoboru etanolu. Taki pełny cykl Krebsa nie występuje u przedstawicieli innego rodzaju bakterii kwasu octowego – Gluconobacter (brak dehydrogenazy bursztynianowej i dehydrogenazy α-ketoglutaranowej), dlatego wykorzystuje się tę odmienność do odróżniania tych bakterii. Tworzenie kwasu octowego odbywa się przez błonowe dehydrogenazy (dehydrogenaza alkoholowa i dehydrogenaza aldehydowa).
Preferują środowiska bogate w etanol. Naturalnie występują na kwiatach, owocach, w occie, napojach fermentowanych i żywności fermentowanej. Szybko infekują produkty przemysłu piwowarskiego, winiarskiego i przetwory owocowe. Rosną często w postaci biofilmu (błonki, kożucha) i są przyczyną obcego smaku i aromatu. Najczęściej spotyka się szczepy A. aceti i A. pasteurianus ssp. pasteurianus.